# Michelle Murdocca
Michelle Murdocca (* 20. September 1963) ist eine US-amerikanische Filmproduzentin. Zu ihren bekanntesten Produktionen zählt die Animationsfilmreihe Hotel Transsilvanien.
Murdocca stammt aus New City, New York. Sie ist Absolventin der Roger-Williams-Universität in Bristol, Rhode Island und hat einen Abschluss in Psychologie. Sie begann ihre Karriere 1988 mit der Produktion von Werbespots, Dokumentarfilmen, Industriefilmen und Unternehmensvideos. Für die Boss Film Studios leitete sie die Produktion digitaler Effekte bei den Filmen Species, Multiplicity, Outbreak, True Lies und Drop Zone. Ab 1996 war sie für die Produktionsfirma VIFX (später Rhythm & Hues) tätig. Dort produzierte sie die visuellen Effekte von Das Relikt und Switchback sowie die Vorproduktion von Volcano, Jingle All the Way und des Fernsehdreiteilers The Shining.
Im Jahr 1998 kam Michelle Murdocca zu Sony Pictures Imageworks, wo sie am Animationsfilm Stuart Little arbeitete. Anschließend wurde sie Associate Producer und Senior Visual Effects Producer für die Fortsetzung Stuart Little 2, ausgezeichnet mit dem Visual Effects Society Award für die beste Charakteranimation in einem Animationsfilm.
Mit der Gründung von Sony Pictures Animation im Jahr 2002 bekleidete sie dort die Stelle als Vizepräsidentin der Produktion. Als Produzentin war sie für den ersten Spielfilm des Unternehmens Jagdfieber (Originaltitel: Open Season) verantwortlich, in dem sie auch den Gesangspart des Stinktieres Maria übernahm. Auch der Nachfolger Jagdfieber 2 (Open Season 2) wurde von ihr produziert.
Michelle Murdocca produzierte zuletzt die Sony-Pictures-Animationsfilme Hotel Transsilvanien, deren Nachfolger Hotel Transsilvanien 2 sowie Hotel Transsilvanien 3 – Ein Monster Urlaub, ebenso wie den Franchise-Kurzspielfilm Goodnight Mr. Foot.